# Signalna peptidaza II
Signalna peptidaza II (EC 3.4.23.36, premurein-vodeća peptidaza, prolipoprotein signalna peptidaza, vodeća peptidaza II, premureinska vodeća proteinaza) je enzim. Ovaj enzim katalizuje sledeću hemijsku reakciju
Oslobađanje signalnih peptida sa bakterijskih membranskih prolipoproteina uključujući mureinski prolipoprotein. Hidroliza -Xaa-Yaa-Zaa-(S,diacilgliceril)Cys-, pri čemu je Xaa hidrofoban (preferentno Leu), i Yaa (Ala ili Ser) i Zaa (Gly ili Ala) imaju male, neutralne bočne lance
Ovaj enzim je prisutan na bakterijskim unutrašnjim membranama.

## Literatura
- Nicholas C. Price; Lewis Stevens (1999). Fundamentals of Enzymology: The Cell and Molecular Biology of Catalytic Proteins (Third изд.). USA: Oxford University Press. ISBN 019850229X.
- Eric J. Toone (2006). Advances in Enzymology and Related Areas of Molecular Biology, Protein Evolution (Volume 75 изд.). Wiley-Interscience. ISBN 0471205036.
- Branden C; Tooze J. Introduction to Protein Structure. New York, NY: Garland Publishing. ISBN 0-8153-2305-0.
- Irwin H. Segel. Enzyme Kinetics: Behavior and Analysis of Rapid Equilibrium and Steady-State Enzyme Systems (Book 44 изд.). Wiley Classics Library. ISBN 0471303097.
- William P. Jencks (1987). Catalysis in Chemistry and Enzymology. Dover Publications. ISBN 0486654605.

## Spoljašnje veze
- Signal+peptidase+II на 